# À Noite (álbum de Carlos do Carmo)
À Noite é um álbum de estúdio de Carlos do Carmo. Editado em 2007, pela Universal Music Portugal, o disco foi o penúltimo trabalho de originais, acompanhado à guitarra, gravado pelo fadista.

## História/Produção
À Noite partiu do desafio de Carlos do Carmo, a uma série de poetas portugueses, de criarem letras contemporâneas para melodias tradicionais de fado. Foram três grandes nomes do Fado nacional que compuseram o disco: Alfredo Marceneiro, Joaquim Campos e Armandinho. A ideia era cantar os poemas de grandes personalidades artísticas portuguesas tal como: Júlio Pomar, Nuno Júdice, Luís Represas ou Maria do Rosário Pedreira.
A capa do disco é um retrato de Carlos do Carmo assinado por Júlio Pomar.
O disco À Noite chegou ao público exclusivamente através da distribuição na Revista Visão e no Jornal Público. O disco teve, ainda, uma tiragem limitada de 500 cópias em vinil, e uma edição especial em CD, que incluía um livreto de 52 páginas.

## Receção e reconhecimento
O disco esgotou rapidamente nas bancas. O seu sucesso levou o artista a receber o Prémio Goya, em 2008, para a "Melhor Canção Original" do tema "Fado da Saudade", reeditado em À Noite.

### Exposição no Museu do Fado
Do dia 8 de novembro de 2007 ao dia 28 de fevereiro do 2008, o Museu do Fado organizou uma exposição temporária, com o mesmo título do álbum, sobre o disco de Carlos do Carmo, para celebrar os seus 45 anos de carreira. A exposição, além de mostrar as telas originais de Júlio Pomar onde é retratado o artista, expôs também alguns manuscritos inéditos de poemas como José Luís Tinoco, Nuno Júdice, Fernando Pinto do Amaral, entre outros. O evento de inauguração serviu, também, para apresentar o álbum ao público.